# Lista över Ekvatorialguineas statsöverhuvuden
Detta är en lista över Ekvatorialguineas statsöverhuvuden.
| Namn                          | Ämbetsperiod                     | Titel                     | Anmärkning              |
| ----------------------------- | -------------------------------- | ------------------------- | ----------------------- |
| Francisco Macías Nguema       | 12 oktober 1968 – 3 augusti 1979 | President                 | Bytte namn flera gånger |
| Teodoro Obiang Nguema Mbasogo | 3 augusti 1979 – 1987            | Ordförande i militärrådet |                         |
| Teodoro Obiang Nguema Mbasogo | 1987 –                           | President                 |                         |